# Eleuthemis

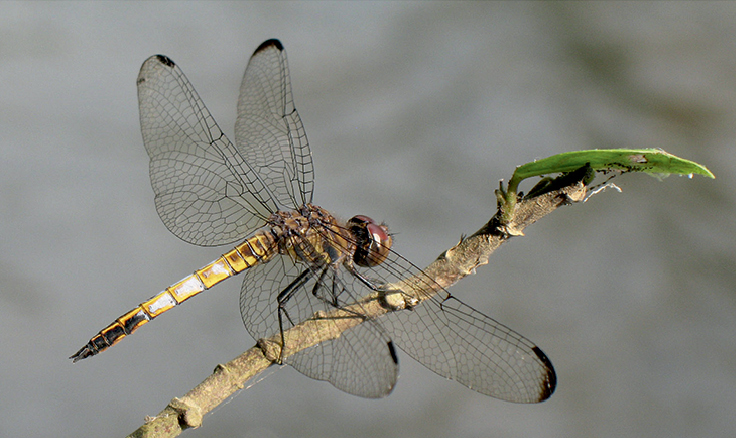

Eleuthemis là một chi chuồn chuồn ngô thuộc họ Libellulidae. Chi có một loài, Eleuthemis buettikoferi, the Firebelly.